# Amy Smart
Pour les articles homonymes, voir Smart (homonymie).
 (juin 2016).
Amy Lysle Smart, née le 26 mars 1976 à Topanga en Californie, est un mannequin américain, également actrice.

## Biographie

### Enfance
Son père, John Smart est vendeur et sa mère, Judy Carrington, travaillait au Getty Center à Los Angeles. Elle a un frère nommé Adam. Inspirée par son amie Vinessa Shaw, elle a étudié le ballet pendant dix ans et a pris des cours de théâtre alors qu'elle avait 16 ans.

### Carrière de mannequin
Elle a commencé sa carrière comme mannequin, et a travaillé en Italie, en France, au Mexique, et à Tahiti (films publicitaires Club Med, réalisés par Bruno Aveillan). Elle a travaillé avec Ali Larter à Milan.

### Carrière d'actrice
Elle n'a commencé le cinéma qu'à partir de 1996, notamment dans le drame Suicide Club, au côté de Keanu Reeves et le film de science-fiction Starship Troopers, de Paul Verhoeven, dans lequel elle incarne la copilote et amie de Denise Richards, mais se fait remarquer grâce au rôle de Jules Harbor dans le film Varsity Blues, en 1999, traitant du sujet du football américain dans un lycée.
Par la suite, elle enchaîne les films tels que les comédies Road Trip, Outside Providence, Rat Race, Sexe, Lycée et Vidéo et Starsky et Hutch, mais alterne les genres avec le film d'horreur Strangeland, le thriller Blind Horizon et la comédie dramatico-fantastique Interstate 60.
C'est en 2004 qu'elle obtient véritablement un rôle d'importance dans le thriller fantastique L'Effet Papillon, qui séduit un large public, avant d'interpréter le rôle principal féminin de la comédie Just Friends.
Elle fait son retour à la télévision avec Felicity, également dans la série Scrubs, suivi de Dossier Smith.
Elle est également apparue dans le thriller déjanté Hyper Tension et sa suite, dans lequel elle est Eve, la petite amie de Chev Chelios (Jason Statham).

### Vie privée
Au terme de sa relation avec Branden Williams, elle fréquente le présentateur de télévision Carter Oosterhouse avec lequel elle s'unit le 10 septembre 2011 dans le Michigan,. En 2017, elle donne naissance à leur premier enfant, une petite fille prénommée Flora.

## Filmographie

### Cinéma

#### Années 1990
- 1996 : A&P, court-métrage de Bruce Schwartz : Queenie
- 1997 : Petits Cauchemars Entre Amis (Campfire Tales), de Martin Kunert : Jenny - segment The Hook
- 1997 : High Voltage, d'Isaac Florentine : Molly
- 1997 : Suicide Club (The Last Time I Committed Suicide), de Stephen Kay : Jeananne
- 1997 : Starship Troopers, de Paul Verhoeven : Cadet (Later Lt.) Lumbreiser
- 1998 : How to Make the Cruelest Month, de Kip Koenig : Dot Bryant
- 1998 : Circles, de Adam Kreutner : Allison
- 1998 : Starstruck, de John Enbom : Tracey Beck
- 1998 : Strangeland, de John Pieplow : Angela Stravelli
- 1999 : Les Années lycée (Outside Providence), de Michael Corrente : Jane Weston
- 1999 : American Boys (Varsity Blues), de Brian Robbins : Jules Harbor

#### Années 2000
- 2000 : Road Trip, de Todd Phillips : Beth Wagner
- 2001 : Scotland, Pa., de Billy Morrissette : Stacy, une hippie
- 2001 : Rat Race, de Jerry Zucker : Tracy Faucet
- 2002 : Interstate 60, de Bob Gale : Lynn Linden
- 2003 : Blind Horizon, de Michael Haussman : Liz Culpepper
- 2003 : Sexe, Lycée et Vidéo (After School Special), de David M. Evans : Naomi Feldman
- 2004 : Starsky et Hutch, de Todd Phillips : Holly
- 2004 : L'Effet papillon (The Butterfly Effect), d'Eric Bress et J. Mackye Gruber : Kayleigh Miller
- 2004 : Rendez-vous avec une star (Win a Date with Ted Hamilton), de Robert Luketic : L'infirmière
- 2004 : Willowbee, court-métrage de George Kenyon : Burglar
- 2005 : Le Témoin du marié (The Best Man), de Stefan Schwartz : Sarah Marie Barker
- 2005 : Just Friends, de Roger Kumble : Jamie Palamino
- 2005 : A Love Story, court-métrage de Spencer Susser : fille
- 2005 : Les Cyrano de Portland (Bigger Than the Sky), d'Al Corley : Grace Hargrove
- 2006 : Hyper Tension (Crank), de Mark Neveldine et Brian Taylor : Eve
- 2006 : Le Guerrier pacifique (Peaceful Warrior), de Victor Salva : Joy
- 2008 : Mirrors, d'Alexandre Aja : Angela Carson
- 2008 : Love N' Dancing, de Robert Iscove : Jessica Donovan
- 2008 : Septième lune (Seventh Moon), de Eduardo Sánchez : Melissa
- 2008 : Life in Flight, de Tracy Hecht : Catherine
- 2009 : Hyper Tension 2 (Crank 2), de Mark Neveldine et Brian Taylor : Eve

#### Années 2010
- 2010 : Columbus Circle, de George Gallo : Lilian Hart
- 2010 : Dead Awake, de Omar Naim : Natalie
- 2011 : Mr. Stache, court-métrage de Jac Schaeffer : Mrs. Stache
- 2011 : The Reunion, de Michael Pavone : Nina Cleary
- 2012 : Vol 7500 : aller sans retour (Flight 7500) de Takashi Shimizu : Pia Martin
- 2013 : Bad Country de Chris Brinker : Lynn Weiland
- 2013 : No Clue de Carl Bessai : Kyra
- 2015 : Heart Of The Matter de Kristoffer Tabori : ...
- 2015 : Hangman (en) de Adam Mason : Melissa
- 2016 : Patient Seven (en) (Segment: "The Visitant") : Mom
- 2017 : Apple of My Eye de Castille Landon (en) : Caroline Andrews
- 2017 : Les Heures retrouvées de Karen Moncrieff: Amy
- 2018 : Mississippi Requiem
- 2018 : The Brawler (en) de Ken Kushner : Linda Wepner
- 2018 : Avengers of Justice: Farce Wars de Jarret Tarnol : Jean Wonder
- 2019 : Tyson's Run (en) de Kim Bass : Eloise
- 2023 : The Christmas Classic de Shane Dax Taylor : Lynn Flynn

### Télévision
- 1996 : Seduced by Madness: The Diane Borchardt Story (Saison 1, Épisode 2) : Girl #1
- 1996 : Liaison coupable (Her Costly Affair) (téléfilm) : Dee
- 1999 : Brookfield (téléfilm) : Daly Roberts
- 1999-2001 : Felicity (18 épisodes) : Ruby
- 2000 : American 70's : Ces années là (The 70's) (téléfilm) : Christie Shales
- 2003 : Scrubs (Saison 2, 3 épisodes) : Jamie Moyer
- 2005-2011 : Robot Chicken (série animée) : Doublage
- 2006 : Dossier Smith (Smith) (Série) : Annie
- 2008 : The Meant to Be's (téléfilm) : Janine
- 2009 : Scrubs (Saison 2, Épisode 18) : Jamie Moyer
- 2009 : See Kate Run (téléfilm) : Katherine Sullivan
- 2011 : Shameless (série) : Jasmine Hollander
- 2011 : The Redemption (House of the Rising Sun), de Brian A. Miller (téléfilm) : Jenny Porter
- 2011 : Les Douze Noël de Kate (12 Dates of Christmas, téléfilm) : Kate Stanton
- 2012 : Men at Work (Épisode pilote) : Lisa
- 2014 : Justified, (Saison 5, 9 épisodes) : Alison Brander
- 2016 : Maron (en), (Saison 4 Épisode 9) : Nina
- 2016 : Angie Tribeca, (Saison 1, Épisode 5) : Stacy
- 2017 : Coup de Foudre et Imprévus (Love at First Glance) (téléfilm) : Mary Landers
- 2017 : New York, unité spéciale (saison 19, épisode 1): Karla Wyatt
- 2018 : MacGyver, (Saison 2 Épisode 14 & 19): Aurore (vf) / Dawn (vo) / Dixie Jacoby
- 2020-2022: Stargirl : Barbara Whitmore

## Voix françaises
En France, Amy Smart est régulièrement doublée par Laura Blanc. Et l'actrice fut doublée par Laura Préjean à deux reprises.
En France
| - Laura Blanc dans : - Felicity (série télévisée) - American 70's : Ces années là (téléfilm) - Dossier Smith (série télévisée) - Hyper Tension - Mirrors - Hyper Tension 2 - The Redemption (téléfilm) - Les Douze Noël de Kate (téléfilm) - Bad Country - Terrifiée par mon mari (téléfilm) - Stargirl (série télévisée) | - Laura Préjean dans : - L'Effet papillon - Blind Horizon et aussi - Sauvanne Delanoë dans Scrubs (série télévisée) - Ingrid Donnadieu dans Love N' Dancing (téléfilm) - Estelle Simon dans Starsky et Hutch - Adeline Moreau dans Shameless (série télévisée) |

Au Québec
| - Catherine Proulx-Lemay dans : - L'Effet papillon - Crinqué - Crinqué 2 : Sous haute tension - Camille Cyr-Desmarais dans : - Les Patrouilleurs de l'espace - Cannabis 101 | et aussi - Éveline Gélinas dans Simplement amis ? - Mélanie Laberge dans Oui, je le veux... pas ! - Sophie Léger dans La Course folle |

## Distinctions

### Récompense
- 2004 : MTV Movie Award dans la catégorie Meilleur baiser dans le film Starsky et Hutch lorsqu'elle embrasse Owen Wilson et Carmen Electra.

### Nominations
- 2000 : Teen Choice Award dans la catégorie Meilleure alchimie dans le film Road Trip, avec Breckin Meyer.
- 2009 : Teen Choice Award dans la catégorie Meilleure actrice dans un film musical ou de danse pour Love N' Dancing.